# Сервий Корнелий Лентул Малугиненсис
Вижте пояснителната страница за други личности с името Сервий Корнелий Лентул.
Сервий Корнелий Лентул Малугиненсис (на латински: Servius Cornelius Lentulus Maluginensis; † 23 г.) e политик на ранната Римска империя през началото на 1 век.

## Биография
Произлиза от клон Лентул и Малугиненсис на фамилията Корнелии. Син е на Гней Корнелий Лентул Авгур (консул 14 пр.н.е.). Неговата сестра Коскония Галита e омъжена за Луций Сей Страбон, бащата на Луций Елий Сеян.
Лентул e фламин (flamen dialis). През 10 г. е суфектконсул заедно с Квинт Юний Блез, чичото по майчина линия на Сеян. През 22 г. иска да бъде избран за проконсул на провинция Азия, но като фламин не му било разрешено. Следващата година той умира.